# عبد الرحمن حبنكة الميداني
الشيخ عبد الرحمن حسن حبنكة الميداني ( 1345 هـ / 1927م - 25 جمادى الآخرة 1425 هـ / 2004م).

## مولده وتعليمه
ولد الشيخ عبد الرحمن حسن حبنكة في دمشق بحي الميدان سنة ونشأ في بيت علم ودعوة تحيط به ظروف قلَّما تيسَّرت لغيره، فهو سليل إحدى العائلات الدمشقيّة العريقة التي عُرِفت بالعلم، وهو والعلم والدعوة - بدءًا من نشأته الأولى منذ ما يزيد عن ستين عامًا - توءمان لا يفترقان، وكان لوالده الشيخ حسن حبنكة فضل تربيته وتأديبه وتعليمه.
درس الشيخ عبد الرحمن في «معهد التوجيه الإسلامي»، الذي أنشأه والده، وتخرج فيه عدد من علماء دمشق المعروفين.. كالشيخ الداعية الفقيه الدكتور محمد سعيد رمضان البوطي، والشيخ الدكتور مصطفى سعيد الخن، والشيخ حسين خطاب، والدكتور مصطفى البغا، وغيرهم. ثم درس الشيخ في الأزهر الشريف، وعمل بعد تخرجه في مديرية التعليم الشرعي التابعة لوزارة الأوقاف السورية، ثم عضوًا لهيئة البحوث في وزارة التربية والتعليم في سوريا، ثم انتقل إلى السعودية بعد عام 1967م ليعمل أستاذًا في جامعة الإمام محمد بن سعود في الرياض، ثم أستاذًا في جامعة أم القرى في مكة قرابة ثلاثين عامًا.

## مؤلفاته
قدّم الشيخ عبد الرحمن حبنكة كتبا قيمة زادت على الثلاثين كتابا أثري بها المكتبة الإسلامية والفكر الإسلامي؛ حيث تعدَّدت إسهاماته وتنوعت في مجالات متعددة: في العقيدة، والدعوة، والأدب، والأخلاق، والدراسات القرآنية، وسلسلة أعداء الإسلام: «اليهود – الشيوعية – التيارات المعاصرة – الغزو الفكري»، وغيرها.

## من نتاجه المطبوع

### أولاً - سلسلةُ في طريق الإسلام، منها
- العقيدةُ الإسلاميَّة وأُسُسُها.
- الأخلاقُ الإسلاميَّة وأُسُسُها.
- الحضارةُ الإسلاميَّة وأُسُسُها ووَسائلُها.
- الأمَّةُ الربانيَّة الواحدَة.
- فقهُ الدَّعوة إلى الله، وفقهُ النُّصْح والإرشاد.
- معارج التفكر ودقائق التدبر.
- براهين وأدلة إيمانية.
- بصائر للمسلم المعاصر.
- الحضارة الإسلامية.
- توحيد الربوبية وتوحيد الإلهية.
- ابتلاء الإرادة بالإيمان والإسلام والعبادة.
- روائع من أقوال الرسول..
- الصيام ورمضان في السنة والقرآن.

### ثانيًا - دراساتٌ قرآنيَّة، منها
- قواعدُ التدبُّر الأمثَل لكتاب الله عزَّ وجلَّ.
- مَعارجُ التفكُّر ودقائقُ التدبُّر (وهو تفسير بديع للقرآن الكريم في 15 مجلداً).
- أمثالُ القرآن وصُوَرٌ من أدبه الرَّفيع.
- نوح وقومه في القرآن.
- تدبر سورة الفرقان.
- صفات عباد الرحمن في القرآن.

### ثالثاً - سلسلةُ أعداء الإسلام، منها
- مَكايدُ يهوديَّةٌ عبرَ التاريخ.
- صراعٌ مع الملاحِدَة حتى العَظْم.
- أجنحَةُ المكر الثلاثةُ وخَوافيها (التبشير، الاستشراق، الاستعمار).
- الكَيدُ الأحمرُ (دراسة واعية للشيوعيَّة).
- غَزوٌ في الصَّميم.
- كَواشِفُ زُيوفٍ في المذاهب الفكريَّة المعاصرَة.
- ظاهرةُ النفاق وخَبائثُ المنافقين في التاريخ.

### رابعًا - سلسلةُ من أدب الدَّعوة الإسلاميَّة، منها
- مبادئُ في الأدب والدَّعوة.
- البلاغةُ العربيَّة (أُسُسُها وعُلومُها وصُوَرٌ من تَطبيقاتها).
- ديوانُ ترنيمات إسلاميَّة (شعر).
- ديوانُ آمَنتُ بالله (شعر).
- ديوان «أقباس» في منهج الدعوة وتوجيه الدعاة>

### خامسًا - كتبٌ متنوِّعَة
- ضَوابطُ المعرفة وأصولُ الاستدلال والمناظَرة.
- بَصائرُ للمسلم المعاصِر.
- الوالدُ الداعيةُ المربِّي الشيخُ حسن حَبَنَّكَة المَيداني (قصَّة عالم مجاهد حَكيم شُجاع).
- التحريف المعاصر في الدين (ردٌّ على كتاب د.محمد شحرور: الكتاب والقرآن قراءة معاصرة).

## كتب ومؤلفات عنه
أفردت زوجته الدَّاعية المربِّية عائدة راغب الجراح الأستاذة بجامعة أمِّ القُرى سابقًا – (توفِّيت قبل الشيخ بزُهاء سنتين) ترجمته بمصنف، وهو: عبد الرحمن حبنكة الميداني العالم المفكر المفسر (زوجي كما عرفته)، الناشر: دار القلم للطباعة والنشر والتوزيع - دمشق - سوريا
- رقم الطبعة: الأولى
- تاريخ الطبعة: 2001
- نوع التغليف: عادي (ورقي)
- عدد الأجزاء: 1
- اسم السلسلة: علماء ومفكرون معاصرون، لمحات من حياتهم، وتعريف بمؤلفاتهم
- عدد الصفحات: 160
- مقاس الكتاب: 14 × 20 سم

### نبذة عن الكتاب
بدأت الكاتبة حديثها عن الشيخ عبد الرحمن حسن حبنكة الميداني نسبه وبيئته ونشأته، ومسيرته العلمية، والتعليمية، ومنهجه في التأليف وأثر إنتاجه الفكري والعلمي في الساحة الثقافية والدعوية ثم استعرضت الكاتبة مؤلفات الشيخ، حيث عرفت بكل مؤلف تعريفاً موجزاً.

## وفاته
في ليلة الأربعاء 25 جمادى الآخرة 1425 هـ 2004م قضى الله قضاءه الحقَّ بوفاة الشيخ عبد الرحمن حَبَنَّكَة المَيداني، عن 80 سنة، في إثْر مرض ألمَّ به.
شُيِّعَت جِنازةُ الشيخ عصرَ يوم الأربعاء، وكانت جِنازةً حافلةً مشهودةً، خرجَ فيها آلافُ المشيِّعينَ من العلماء والكُبَراء والعامَّة، تملؤُهم الحسرةُ وتَمُضُّهُم الأحزان، وصُلِّي عليه في جامع الأمير مَنْجَك في حيِّ المَيدان، وأبَّنَهُ عقِبَ الصَّلاة شيخُ قرَّاء الشام فضيلةُ الشَّيخ محمد كريم راجح، وألقى ولدُه الدكتور وائل قصيدةً في رثائه، ثم وُوريَ الثَّرى بمقبرة الجُورَة في المَيدان.

## آرائه ومواقفه التاريخية
من آرائه البارزة في طبيعة اليهود ما ذكره في كتابه: «مكايد يهودية عبر التاريخ»، الذي كشف فيه حقيقة إسرائيل والعقيدة الصهيونية؛ حيث بين أنها قائمة على الظلم والعدوان منذ عهد الرسول ـ صلى الله عليه وسلم ـ وحتى يومنا هذا. وقال: إن الدارس عبر التاريخ لليهود بوصفهم شعباً له صفاته وخصائصه المميزة يجده شعباً شريراً، خائناً، ملتوياً، خبيث الطوية، ماجن السلوك، عنصرياً، مغروراً، جشعاً، يستغل الآخرين، يثير الفتن، ويبيت المؤامرات ضد الأمم والشعوب الأخرى. انظر: ص13- 20.
ومن آرائه المشهورة أنه ذكر أربع نقاط يمكن للإنسان أن يقيس نفسه بها ويعرف ما إذا كان قوي الإرادة أم ضعيفها وهي: سرعة مبادرته للخيرات والطاعات، التفاؤل بالخير دائما، تلقي الأحداث بصبر ورضى، ملك النفس عند الغضب. وقل: إن الإنسان إذا أراد أن يقوي إرادته الفعلية فعليه بما يلي: تقوية إيمانه بالله وبصفاته الحسنى وبقضائه وقدره، التدريب العملي من خلال مجاهدة النفس، ممارسات العبادات.
رحم الله الشيخ عبد الرحمن حبنكة، فسجله الحافل بالتصدي للغزو الفكري وأكثر من ثلاثين عاما قدم فيها في المملكة العربية السعودية خلاصة فكره المنير لهي إضاءات أنارت قلوب وعقول شباب الأمة المسلمة.